# Psorotheciopsis patellarioides
Psorotheciopsis patellarioides är en lavart som först beskrevs av Rehm, och fick sitt nu gällande namn av R. Sant. 1952. Psorotheciopsis patellarioides ingår i släktet Psorotheciopsis och familjen Asterothyriaceae.   Inga underarter finns listade i Catalogue of Life.